# Las Cumbres
Las Cumbres – miasto w Panamie; w prowincji Panamá. Rozwinął się w nim przemysł spożywczy.